# Rhopilema rhopalophora
Rhopilema rhopalophora är en manetart som beskrevs av Ernst Haeckel 1880. Rhopilema rhopalophora ingår i släktet Rhopilema och familjen Rhizostomatidae. Inga underarter finns listade i Catalogue of Life.